# Tipo psicológico
Tipos psicológicos na psicologia de Carl Gustav Jung referem-se à identificação e à descrição de um certo número de processos psicológicos básicos. Jung mostrou de que maneira esses processos se ligam em várias combinações para determinar o caráter de um indivíduo.

## História
Em 1920, Jung publicou os resultados de estudos que levaram vinte anos baseado em literatura clássica e significativa base empírica fornecida por seus pacientes, no livro Tipos Psicológicos tornando-se sua obra mais conhecida, os tipos tornaram-se introduções do conceito de energia psíquica e os modos como o indivíduo se orienta perante o mundo. E traçou um quadro teórico sobre os tipos de personalidade, trazendo importantes elementos para a compreensão da psicologia de si mesmo e do outro, um conhecimento de fundamental importância para o autoconhecimento e a melhoria das relações humanas.

## Tipos
Jung inicialmente delineou duas atitudes de personalidade, nomeadamente, introversão e extroversão, postulados que posteriormente se interligaram organicamente com a conceitualização das funções psíquicas, a saber, pensamento, sentimento, sensação e intuição, bem como com as funções classificatórias, a principal, a auxiliar e a inferior. As atitudes de personalidade, concretizadas como extroversão e introversão, representam as modalidades psicológicas mediante as quais o indivíduo adapta-se ao mundo, seja ele de natureza externa ou interna. Destarte, é imperioso destacar que tais atitudes não são concomitantemente apresentáveis na consciência, mas antes, suscetíveis à alternância. Desta forma, o sujeito pode manifestar-se extrovertido em determinado contexto e introvertido em outro. Entretanto, é crucial frisar que, em dada existência, uma dessas atitudes irá predominar, configurando-se como a tônica de todo o percurso vital do indivíduo.
1.     Extroversão, pautada pela preferência em canalizar energia para o âmbito externo, seja dirigindo-se a pessoas, atividades ou objetos. Trata-se de uma atitude objetiva, em que o sujeito direciona sua atenção ao entorno, adaptando-se com destreza a contextos externos, primando por uma imersão nas relações interpessoais e nas circunstâncias extrínsecas. Características da extroversão:
- Fluxo da libido orientado para o mundo exterior.
- Relevância vital atribuída ao objeto e à realidade externa.
- Manifesta uma natureza expressiva e desinibida.
- Adaptabilidade notável a diversas situações.
- Reserva um temor intrínseco ao que reside internamente.
- Apresenta afinidade por viagens, exploração de novos ambientes e interações sociais.
- Visão do introvertido como alguém monótono e pessimista.

2.     Introversão, caracterizada pela inclinação em concentrar a energia no universo íntimo de ideias, emoções e impressões pessoais. Trata-se de uma atitude subjetiva, marcada pelo direcionamento para o mundo interior e os processos internos, conferindo ao indivíduo uma natureza introspectiva e recatada. Características da introversão:
- Deslocamento da libido na direção do mundo interior.
- Primazia conferida à realidade interior.
- Natureza vacilante, meditativa e isolada.
- Retraimento diante das situações, com postura defensiva constante.
- Motivações impulsionadas por fatores internos e subjetivos.
- Percepção do extrovertido como extravagante e superficial.

## Funções Psíquicas
1.     Função Pensamento: Estabelece uma conexão lógica e conceitual entre os fatos percebidos . As pessoas que utilizam o Pensamento fazem uma analise lógica e racional dos fatos: julgam , classificam e discriminam uma coisa da outra sem maior interesse pelo seu valor afetivo. Procurar se orientar por leis gerais aplicáveis as situações, sem levar em conta a interferência de valores pessoais. Naturalmente voltadas para a razão , procuram ser imparciais em seus julgamentos. As principais características do pensamento são a lógica , a racionalidade, a objetividade e a busca pelos resultados.
- Pensamento Introvertido: Valorizam as ideias do ponto de vista do sujeito, não do objeto. Interessam-se pela produção de ideias novas. Facilmente se perdem no mundo da fantasia. Não são práticos, são mais teóricos. Não se deixam influenciar.

São: Pesquisadores; Matemáticos teóricos; Filósofos. Função Inferior: Sentimento Extrovertido.
- Pensamento Extrovertido: Têm a vida governada pelo pensamento. São organizados e práticos. Fazem os projetos funcionarem. Têm como parâmetros as ideias, os ideais, as regras e os princípios objetivos.

São: Executivos, estrategistas. Função Inferior: Sentimento Introvertido.
2.     Função Sentimento: É avaliadora, o trabalho exercido por ela consiste em aceitar ou rejeitar uma ideia , definindo-a como agradável ou desagradável . Suas principais características são a afetividade , a conciliação , o zelo por sua subjetividade e seus relacionamentos emocionais com as pessoas .
- Sentimento Introvertido: São difíceis de serem compreendidos, pois seu exterior pouco revela. Dão a impressão de não possuírem nenhum sentimento. São pessoas reservadas e de difícil acesso. Têm aparência de autoridade. Evitam festas e aglomerados, pois sua função avaliadora do sentimento paralisa-se quando muitas coisas ocorrem ao mesmo tempo. Podem parecer frios ou indiferentes.

São: Artistas de uma forma geral. Função inferior: Pensamento Extrovertido
- Sentimento Extrovertido: Procuram relações harmoniosas com o ambiente. São orientados pelos dados objetivos.  Não precisam pensar se algo ou alguém lhes importa; sabem. O pensamento está subordinado ao sentimento. São vulneráveis ao objeto amado. Fazem amizades rapidamente, pois têm boa conversa.

São: Relações públicas e atividades afim .Função Inferior: Pensamento Introvertido.
3.     Função Sensação: É uma percepção sensorial que consiste e todas as experiências conscientes produzidas pelos órgãos dos sentidos : visões , ruídos , cheiros ,paladares e todas as sensações que originam no interior do nosso corpo . As características dessa função são a utilização dos cinco sentidos , a percepção de algo concreto , o senso da realidade e a realização . Essa função também é muito ligada com o ‘’ Aqui e Agora ‘’.
- Sensação extrovertido: Estimulo concreto ( sem muita subjetividade ). Provadores de vinho. Procuram sensações que tragam fortes sensações
- Sensação introvertido: Interpretar subjetivamente estímulos sensoriais( desenhistas , pintores e artistas gráficos ).

4.     Função Intuição: Não exige nenhum julgamento , pois o indivíduo não sabe de onde  ela vem, nem de onde ela se origina . Essa função também é muito conhecida como percepção extra-sensorial . Suas principais características são o sexto sentido , imaginação , visão do futuro , forte criatividade e facilidade para enxergar as novas possibilidades .
- Intuição Introvertida: Dirigem-se para os conteúdos do inconsciente. Não se comunicam bem e são mal compreendidos. São confusos, perdendo-se facilmente. Esquecem compromissos e são desorganizados. Têm vaga noção do seu próprio corpo físico. Possuem uma misteriosa capacidade de prever o futuro.

São: Videntes, Profetas, Artistas, Xamãs. Função Inferior: Sensação Extrovertida.
- Intuição extrovertida: Têm grande capacidade de percepção. Veem através da camada externa. Estão sempre à espreita de novas oportunidades. Dão pouca atenção ao corpo, não percebendo quando estão cansados ou famintos. Sentem-se prisioneiros de situações estáveis.

São: Empresários inovadores, capitães de indústria, corretores de valores, estadistas.

Função Inferior: Sensação Introvertida.